# PNU-91356A
PNU-91356A（也称为U-91356）是一种含氮有机化合物，分子式C13H17N3O，可作为多巴胺受體D2的选择性强效激动剂，对多巴胺受體D3、D4和5-HT1A受体亲和力较低。